# Saint-Brice-de-Landelles
Saint-Brice-de-Landelles é uma comuna francesa na região administrativa da Normandia, no departamento Mancha. Estende-se por uma área de 14,8 km². Em 2010 a comuna tinha 698 habitantes (densidade: 47,2 hab./km²).